# 臺北市士林區雨農國民小學
臺北市立雨農國民小學，簡稱雨農國小，是中華民國（臺灣）臺北市一所國民小學，位於士林區名山里忠義街1號，民國66年8月1日建校，設有雨農附幼，緊鄰芝山岩。

## 校史
1974年2月台北市政府核定籌建，由雨聲國小承辦。1977年10月校舍竣工。1977年8月1日，建校完成，因附近屬於情報局的軍事用地，便以情報局著名人物戴笠將軍的字雨農為校名。台北市政府教育局派許元耀任首任校長。1998年9月，成立雨農附幼。

## 歷任校長[1]
| 年分   | 任次   | 姓名       |
| ------ | ------ | ---------- |
| 1977年 | 第一任 | 許元耀先生 |
| 1980年 | 第二任 | 陸清培先生 |
| 1988年 | 第三任 | 曾水木先生 |
| 1989年 | 第四任 | 陳如岳先生 |
| 1993年 | 第五任 | 龔淑芬女士 |
| 1996年 | 第六任 | 陳綠萍女士 |
| 2001年 | 第七任 | 黃金印先生 |
| 2009年 | 第八任 | 留素芹女士 |
| 2017年 | 第九任 | 陳玟錡女士 |

## 知名校友
Category:臺北市士林區雨農國民小學校友

## 外部連結
- （繁體中文）台北市立雨農國民小學網站
- （繁體中文）台北市立雨農國小附設幼稚園網站
- （繁體中文）台北市立雨農國民小學教師會網站
- （繁體中文）臺北市士林區雨農國民小學線上校史室 （页面存档备份，存于）